# Mauerspinnentöter

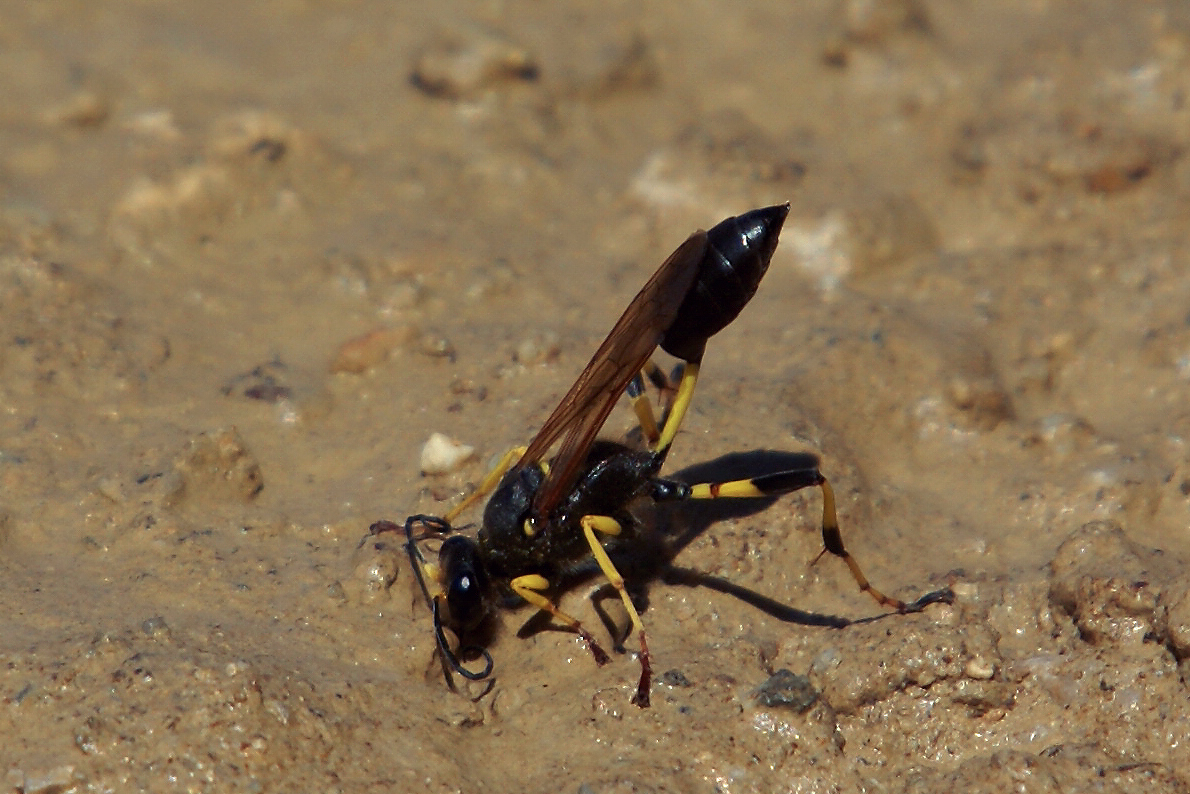
Ein Exemplar aus Spanien

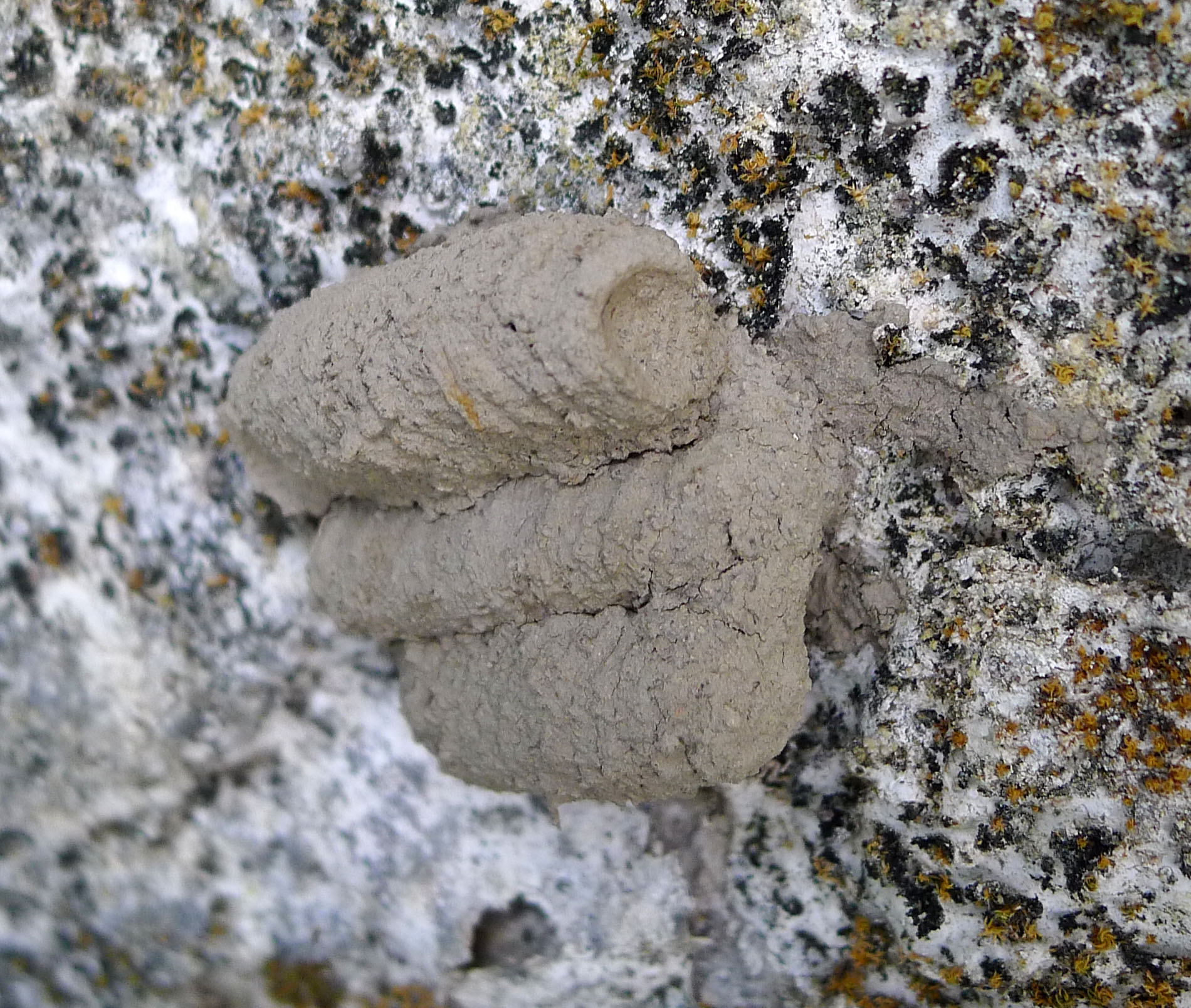
Ein Nest des Mauerspinnentöters, bei dem die ersten drei Kammern fertiggestellt und mit Spinnen befüllt sind

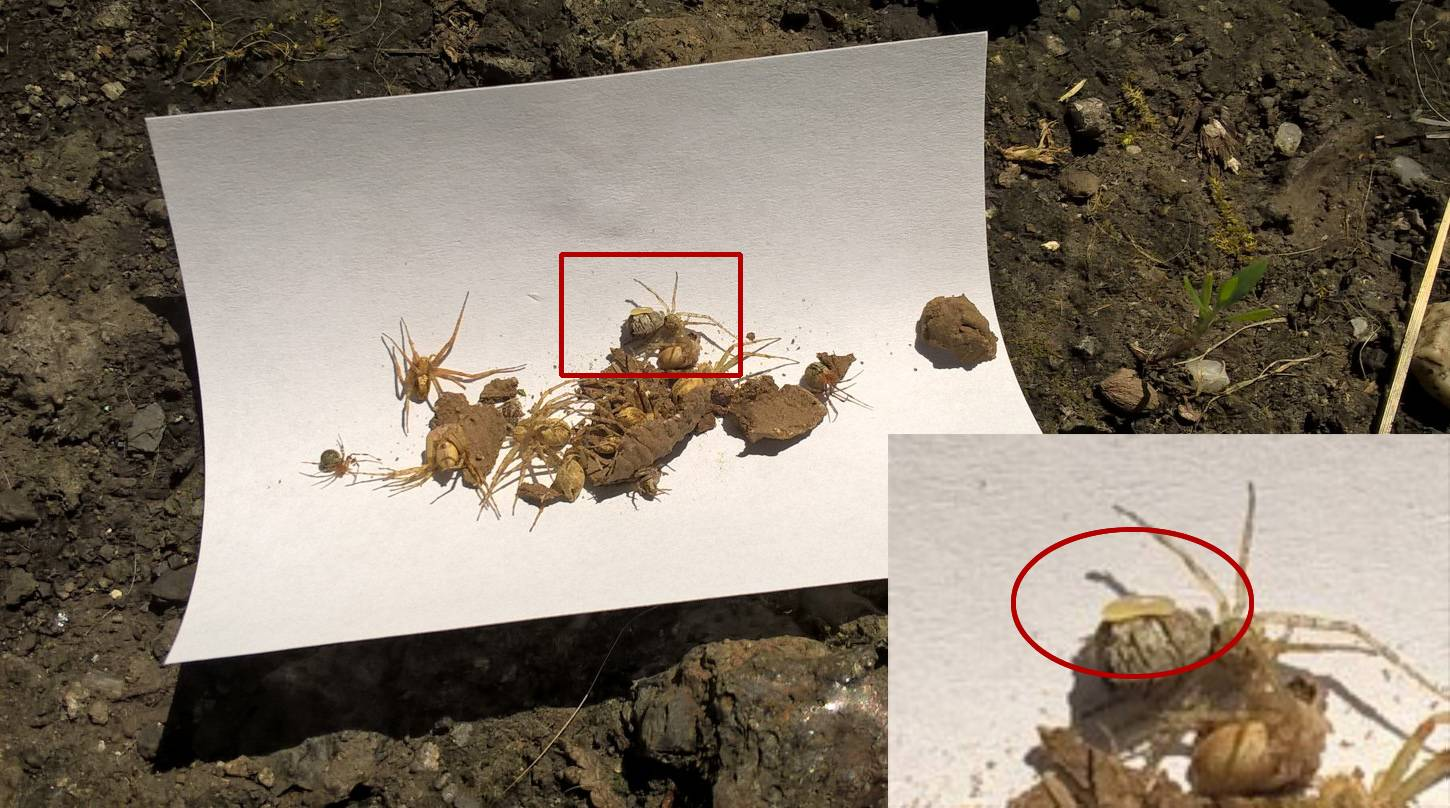
Eine geöffnete Nestkammer mit der Larve

Der Mauerspinnentöter (Sceliphron destillatorium), auch Südliche Mauerwespe genannt, ist eine Art der zu den Hautflüglern gehörenden Grabwespen und weit von Europa bis Mittelasien und Nordafrika verbreitet. Er füttert die Brut mit Spinnen. Da auch die nah verwandte und sehr ähnliche Art Sceliphron spirifex als Mauerspinnentöter bezeichnet wird, besteht die Gefahr einer Verwechslung.

## Merkmale
Die Körperlänge der Männchen beträgt 15–25 mm, die der Weibchen 22–30 mm. Der Körper ist hauptsächlich schwarz gefärbt, es gibt jedoch auch gelb gefärbte Körperteile. Dazu gehören der Petiolus (Hinterleibsstiel), große Teile der Beine und die Fühlerbasis (Scapus). Außerdem befindet sich bei den Weibchen ein halbmondförmiger gelber Fleck auf dem Thorax (Postscutellum) und sowohl bei Männchen als auch bei Weibchen sind die Tegulae (Flügelwurzeln) gelblich. Beim Männchen ist das Gesicht silberweiß behaart. Auf den Flügeln befinden sich 3 Cubitalzellen. Der Petiolus ist fast so lang wie das übrige Abdomen.
Aus Korsika und Griechenland ist auch eine seltene Form (f. pensile) bekannt, bei der der Petiolus schwarz gefärbt ist.

### Ähnliche Arten
In Mitteleuropa kommen noch drei weitere Arten der Gattung vor. Die Orientalische Mauerwespe (Sceliphron curvatum) ist dabei recht einfach von S. destillatorium zu unterscheiden, da z. B. das Abdomen geringelt ist und rötliche Färbungen aufweist (rotbraune Tergitenbinden), die Beine rötlich gefärbt sind, der Petiolus schwarz gefärbt ist und der Thorax eine andere Zeichnung aufweist.
Die Amerikanische Mauerwespe (Sceliphron caementarium) weist mehr Gelbanteile am Körper auf, z. B. mehrere gelbe Flecken auf dem Thorax (u. a. sind das Propodeum und Scutellum gelb gefärbt) und einen gelben Bereich am Abdomen hinter dem Petiolus (Tergit I). Der Petiolus ist außerdem schwarz gefärbt. Auf den ersten Blick ist die Art aber S. destillatorium sehr ähnlich, auch der Scapus ist gelb gefärbt.
Ebenfalls sehr ähnlich ist Sceliphron spirifex, dieser Art fehlen jedoch gelbe Flecken auf dem Thorax, außerdem ist die Fühlerbasis schwarz gefärbt. Das Gesicht der Männchen ist schwarz behaart.

## Verbreitung
Die Art ist hauptsächlich in Südeuropa und Westasien verbreitet, lebt aber auch im südlichen Mitteleuropa und Osteuropa. Östlich kommt die Art bis Russland, genauer Westsibirien, Nordwestchina, Usbekistan, Turkmenistan, den nördlichen Iran und Syrien vor. Außerdem lebt sie in Nordwestafrika.
Die meisten Funde stammen von der Iberischen Halbinsel mit Ausnahme des Nordwestens, Südfrankreich, Italien, der Balkanhalbinsel, dem Südosten Österreichs und Slowenien. In Deutschland gibt es vereinzelte Vorkommen im Oberrheintal, Ruhrgebiet und Bayern, die vermutlich auf Verschleppungen zurückzuführen sind. Auch in der Schweiz gibt es Nachweise der Art. In Osteuropa kommt die Art auch weiter nördlich vor und findet sich z. B. in Polen, Litauen, Belarus und in Russland bis etwa zum 56. Breitengrad. Auch rund um das Schwarze Meer und im Kaukasus ist die Art verbreitet. In Afrika lebt die Art in Marokko und im Norden von Algerien.
In Europa galt die Art lange Zeit als häufigste Art der Gattung, jedoch breitet sich mittlerweile die Orientalische Mauerwespe stärker aus und verdrängt dabei S. destillatorium teilweise. Generell begünstigt die globale Erwärmung die Ausbreitung von S. destillatorium aber, so kann sie sich mittlerweile auch in Deutschland reproduzieren.

## Lebensweise
Die Art tritt je nach Lokalklima ab Mai bis Juli auf und lebt bis in den August. Das Lehmnest wird an Mauern, Steine, Stämme und Ähnliches geheftet, auch in Gebäuden. Es ist etwa faustgroß und erinnert an Schwalbennester. Es besteht aus 8–10 einzelnen Kammern, sogenannten Brutzellen, die mit gelähmten Spinnen gefüllt werden. Dabei werden keine bestimmten Spinnen bevorzugt. Durch die Jagdweise in der oberen Krautschicht werden jedoch hauptsächlich Krabbenspinnen, Echte Radnetzspinnen, Luchsspinnen und Streckerspinnen erbeutet. In jedem Kämmerchen entwickelt sich eine Larve. Die Nester sind regenfest, deshalb ist die Art in Mitteleuropa weniger auf die Anwesenheit menschlicher Gebäude angewiesen als manche andere Sceliphron-Arten.
Die Art wird von verschiedenen anderen Insekten parasitiert, vor allem von der Fliege Amobia pelopei. Die Fliegenlarven schlüpfen dabei früher als die Wespenlarven und ernähren sich von den Spinnen, bevor sie sich in die Nachbarzellen bohren und hier weitere Spinnen fressen. Dadurch verhungern die Wespenlarven. Auch die Goldwespe Chrysis taczanovskyi ist ein Parasit des Mauerspinnentöters. Ihre Larven fressen die Sceliphron-Larven im Nest. Ein weiterer Parasit ist die Erzwespe Melittobia acasta.

## Taxonomie
Die Art wurde 1807 von Johann Karl Wilhelm Illiger als Sphex destillatorium erstbeschrieben. Weitere Synonyme lauten Sphex flavipes Christ, 1791, Pelopaeus destillatorius (Illiger, 1807), Pelopoeus pensilis (Illiger, 1807), Pepsis destillatoria Illiger, 1807, Pepsis pensilis Illiger, 1807, Sceliphron pensilis (Illiger, 1807), Pelopoeus sardonius Lepeletier de Saint Fargeau, 1845, Sceliphron sordonium (Lepeletier de Saint Fargeau, 1845) und Pelopoeus sardous Carruccio, 1872.